# جيرالد هاريس
جيرالد هاريس (بالإنجليزية: Gerald Harris)‏ هو لاعب كرة قدم أمريكية أمريكي، ولد في 16 أبريل 1988 في تيريل في الولايات المتحدة.